# Nyugati fjordok régió
A Nyugati fjordok régió (izlandiul Vestfirðir, kiejtése: ˈvɛstˌfɪrðɪr̥) félsziget Izland északnyugati részén, valamint a nyolc régió egyike. Székhelye és legnagyobb városa Ísafjörður. Grönland keleti partvidékétől a Dánia-szoros választja el, Izlanddal Gilsfjörður és Bitrufjörður közt egy hét kilométer hosszú földszoros köti össze. Igen hegyvidékes, a tucatnyi fjord a sziget legtagoltabb partszakaszává teszi. Utai igencsak kanyargósak; a havazások miatt évente több hónapra le is zárják őket. A kommunikációs hálózat kiépítése is igen nehéz volt. A sziklás Látrabjarg a sziget legnyugatibb csücskén az Atlanti-óceán északi részének legnépesebb költőhelye. A terület egyetlen gleccsere a Drangajökull félsziget északi részén; ez a sziget ötödik legnagyobb jégfolyama.
A sík vidékek teljes hiánya lehetetlenné teszi a földművelést, a halászok viszont gazdag zsákmányát ejtenek a fjordokban. A Vestfirðir igencsak gyéren lakott, 2007-ben a 7380 lakos döntő többsége (mintegy négyezren) Ísafjörðurban, a kerület központjában élt.

## Főbb települései
- Reykhólar
- Bolungarvík
- Brjánslækur
- Ísafjörður
- Tálknafjörður
- Flateyri
- Suðureyri
- Súðavík
- Bíldudalur
- Þingeyri
- Patreksfjörður
- Skálanes
- Reykjanes
- Hólmavík
- Drangsnes

## A baszk bálnavadászok meggyilkolása
Korábban egy törvény kimondta, hogy a régióban minden spanyolt meg kell ölni, így 1615-ben a helyiek 32 hajótörött bálnavadászt meggyilkoltak. A jogszabályt 2015 májusában helyezték hatályon kívül.

## Galéria

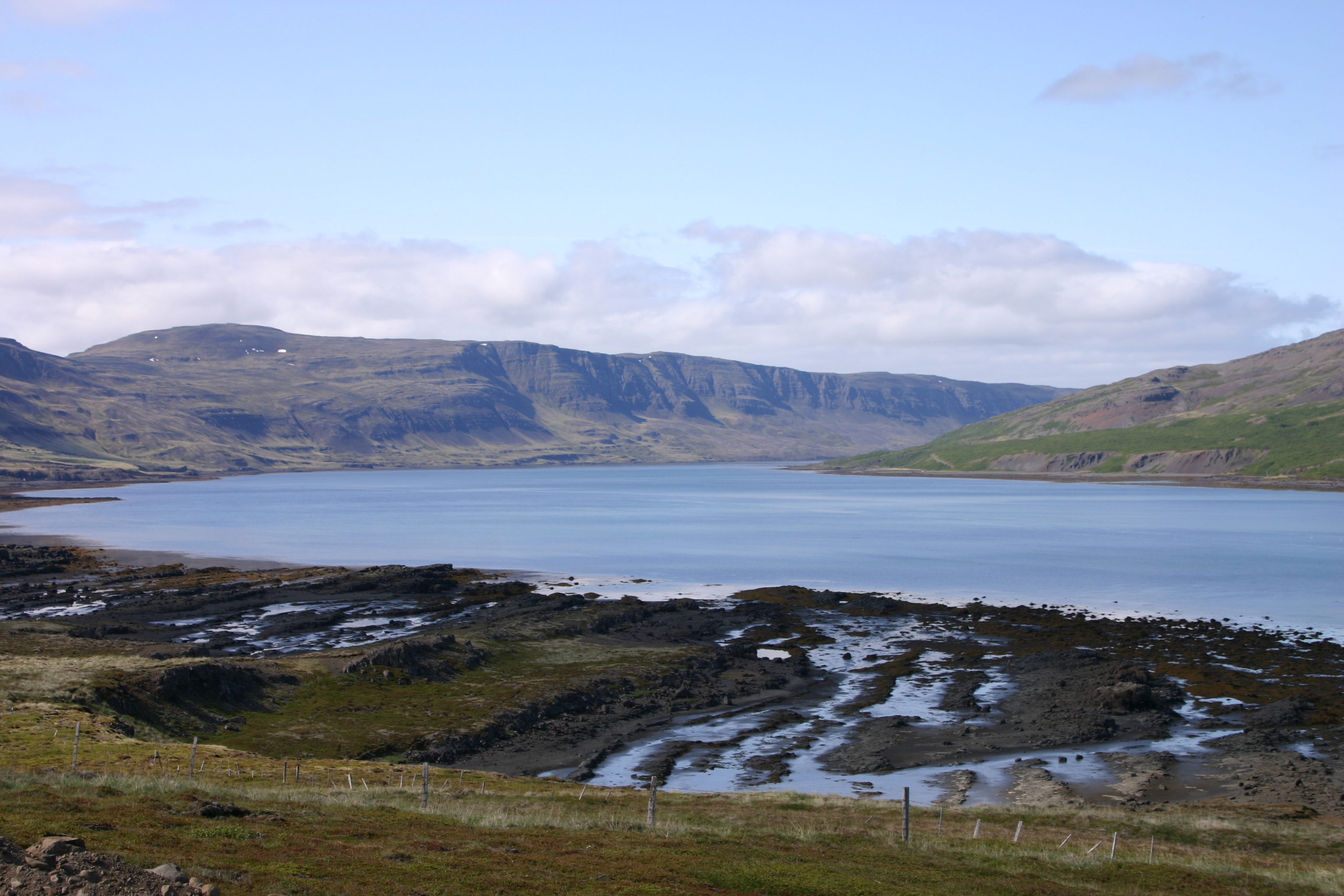
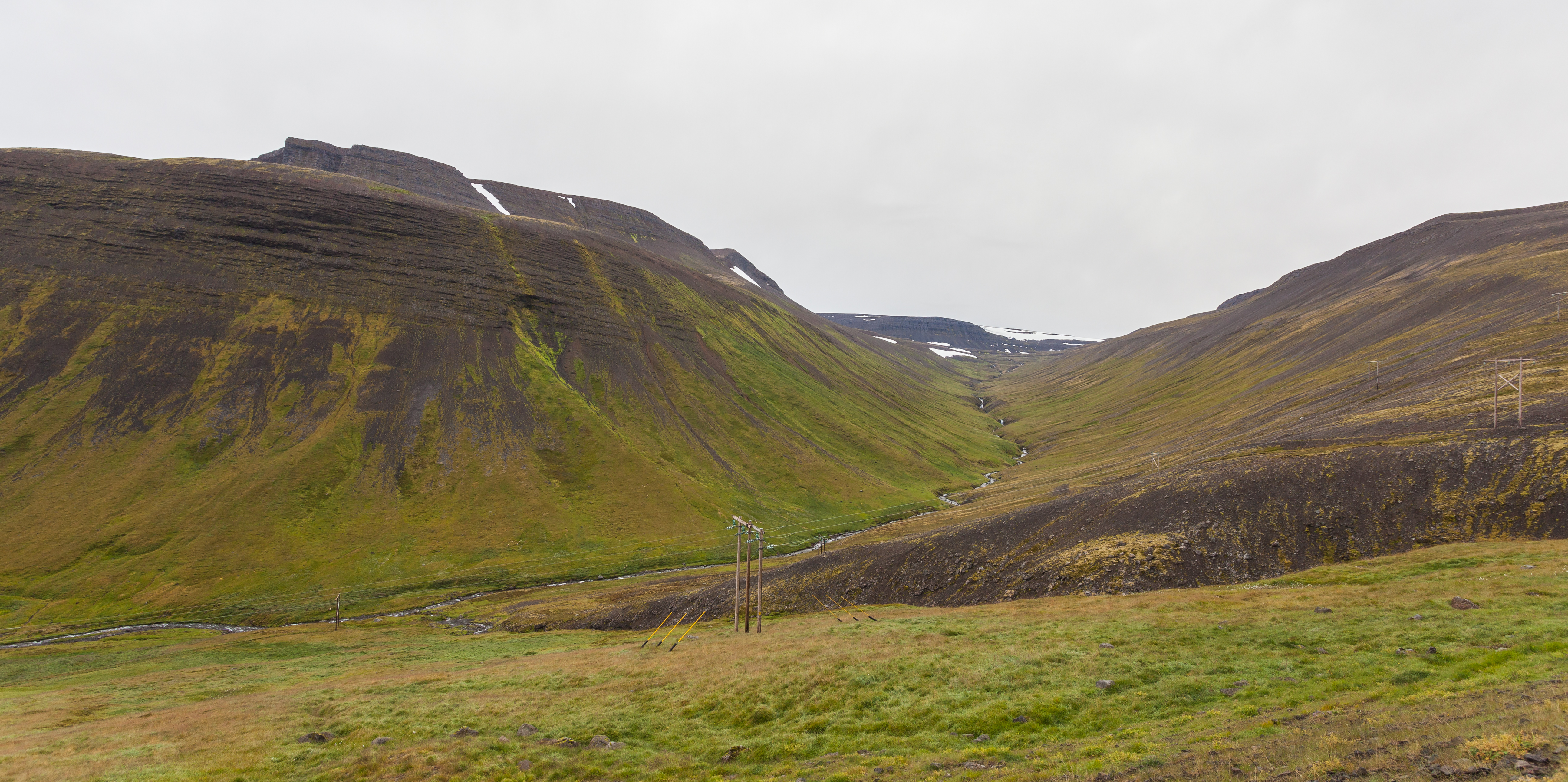
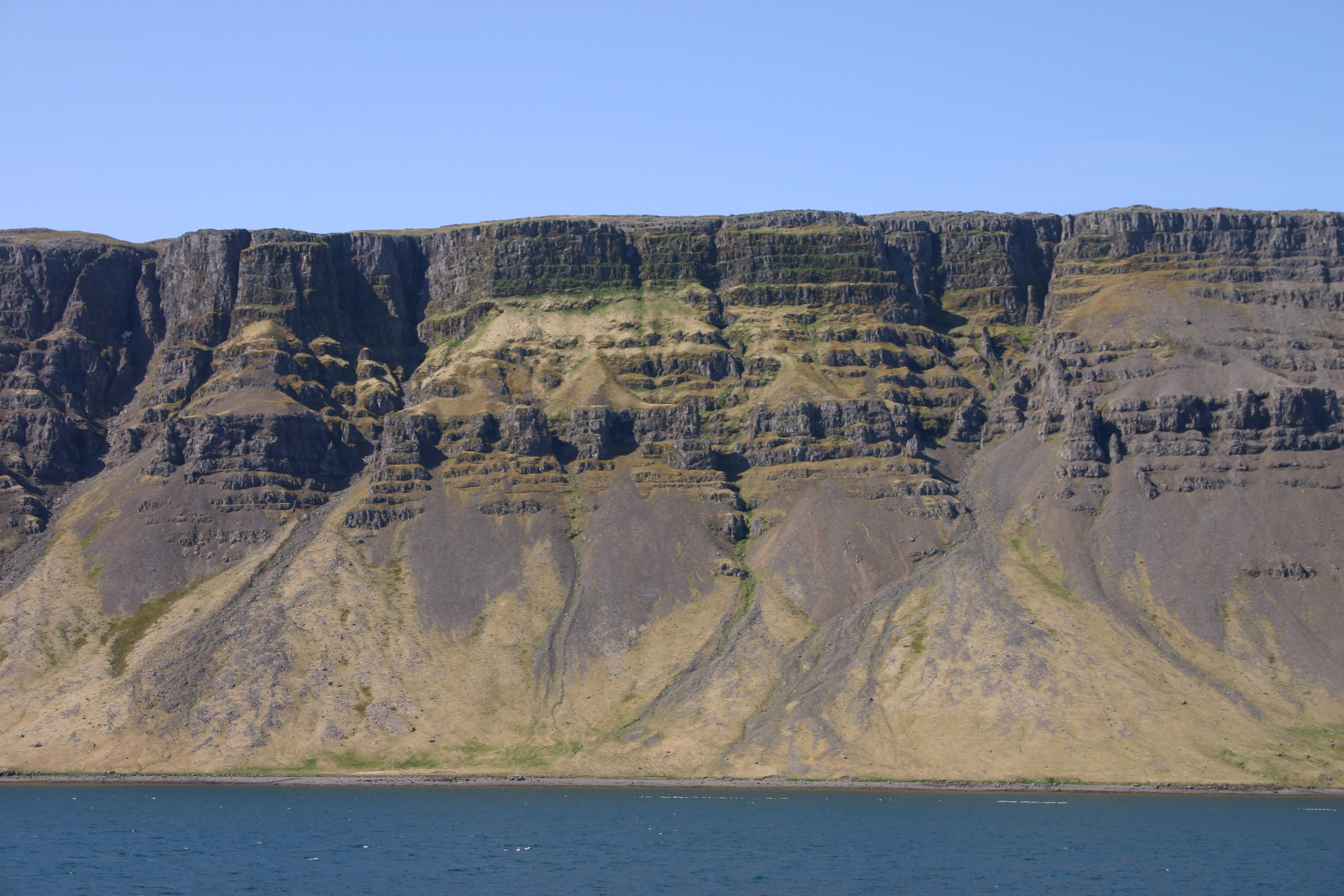
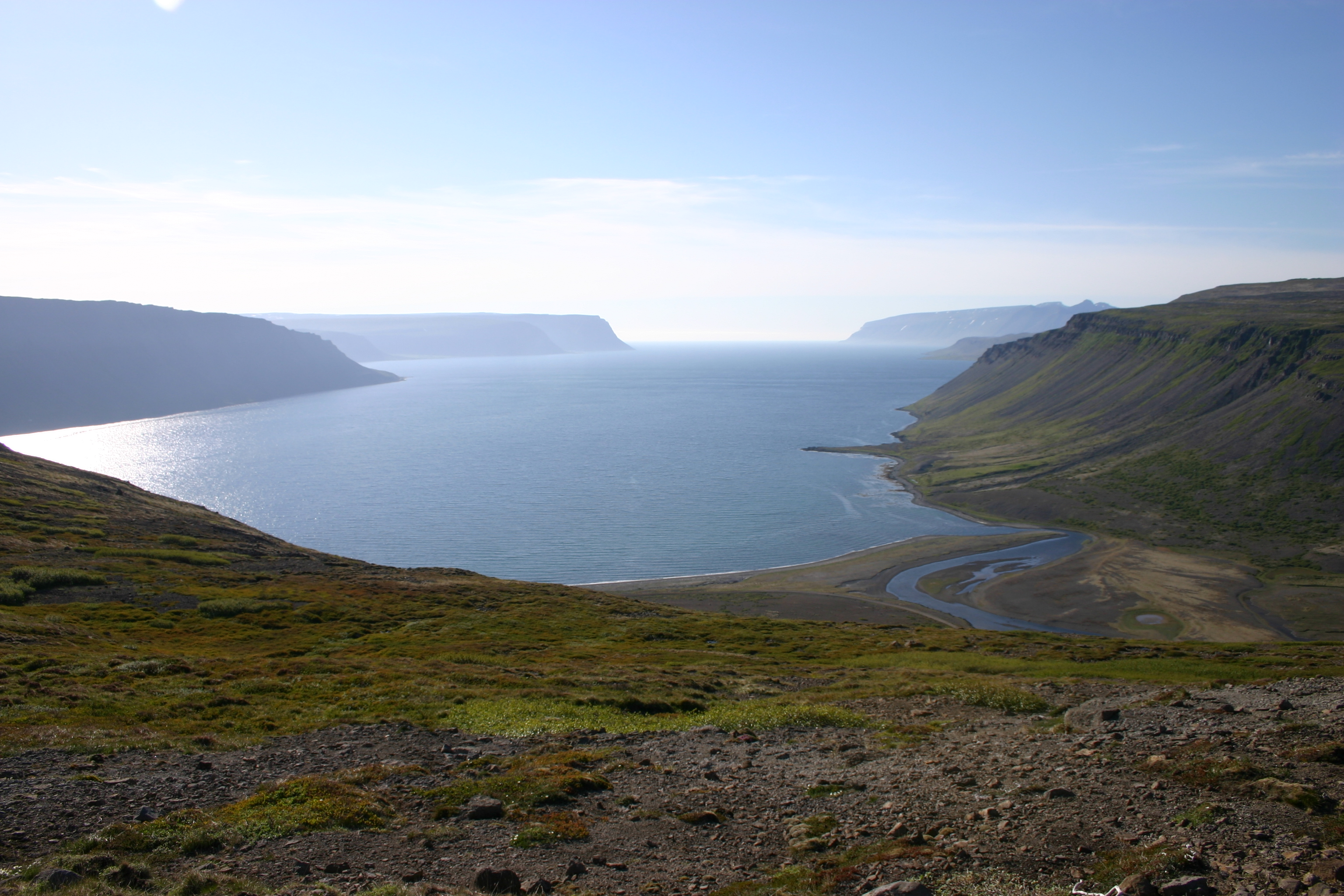
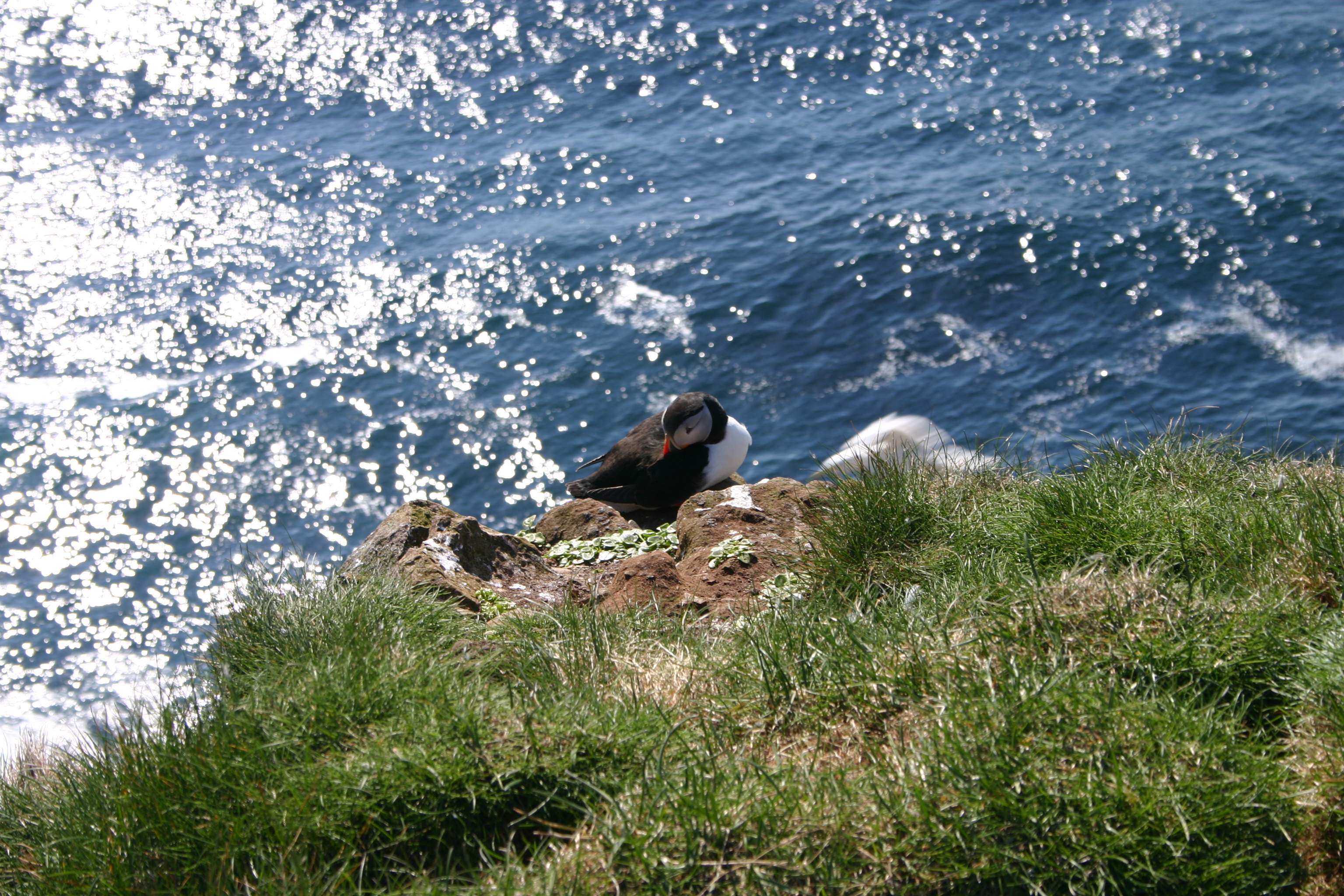
Látrabjarg
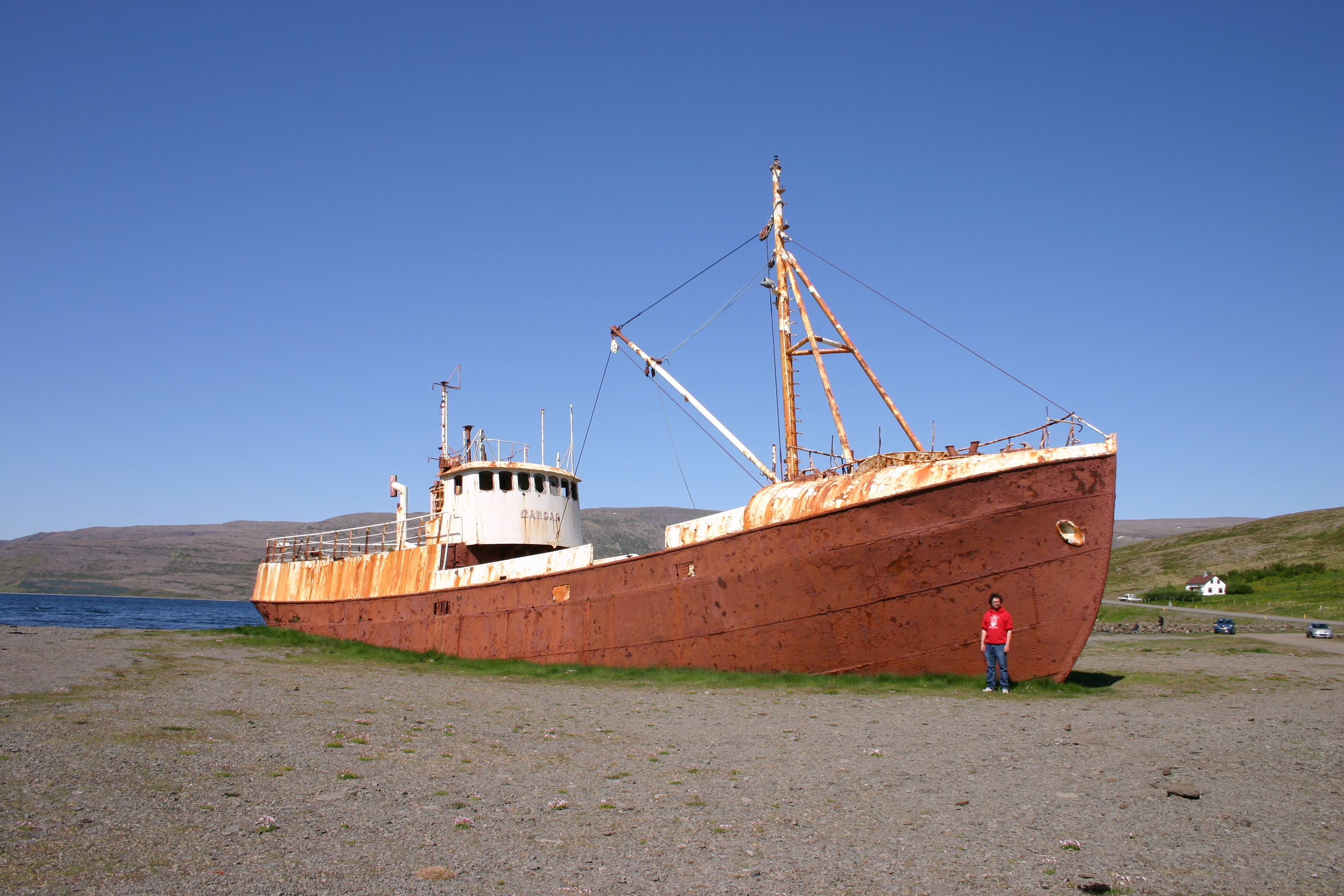
A legrégebbi acélból készült hajó Izlandon
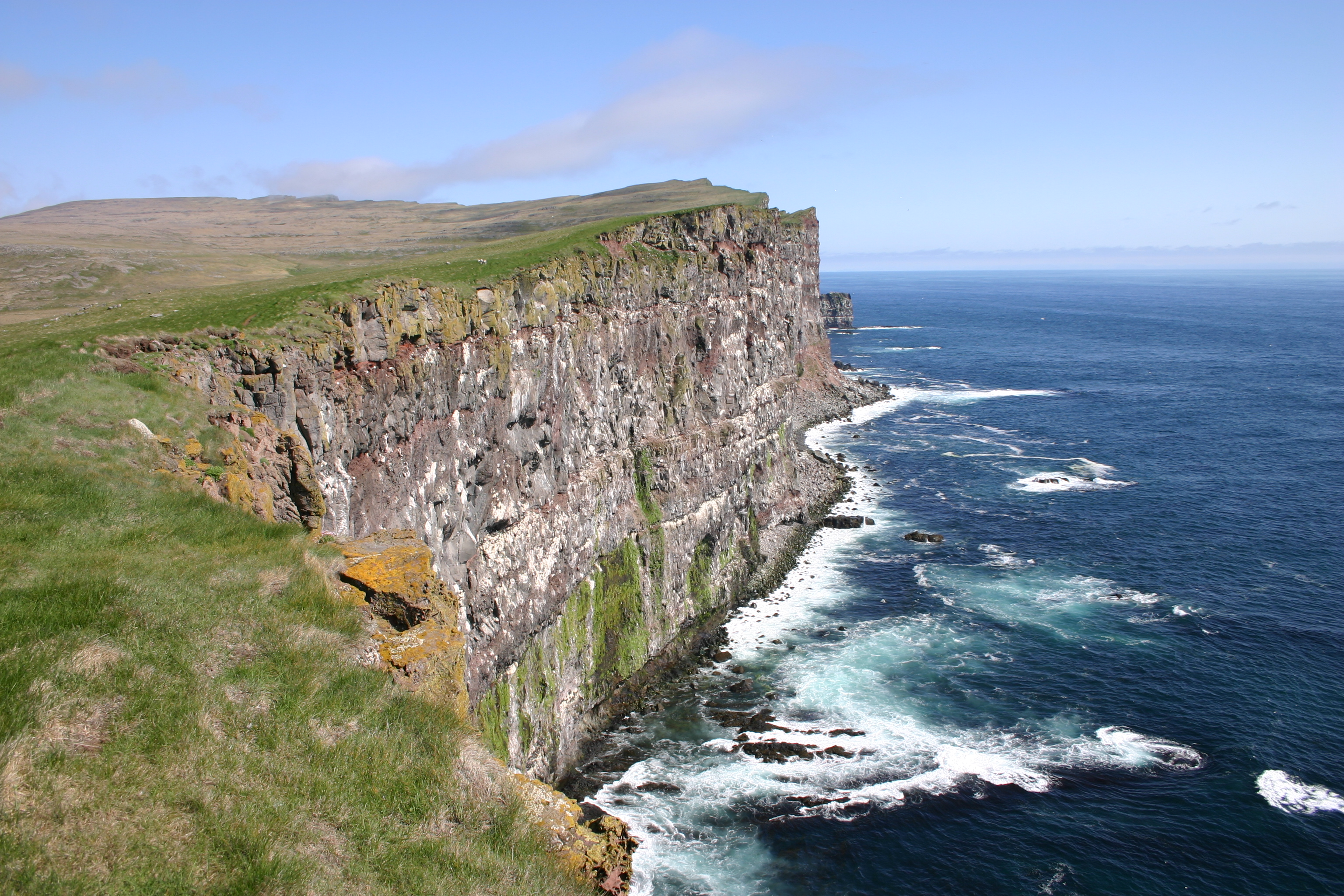
Látrabjarg
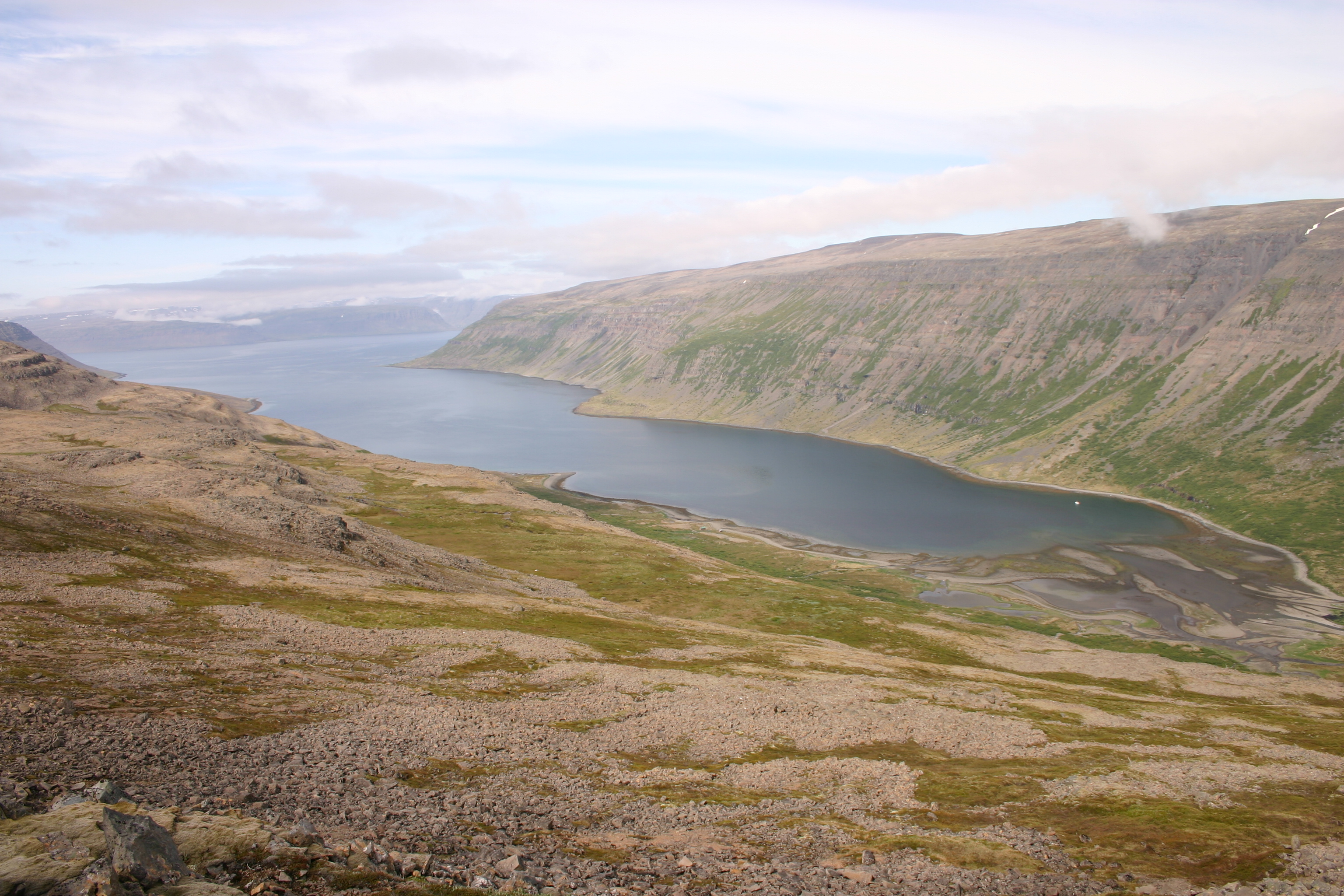
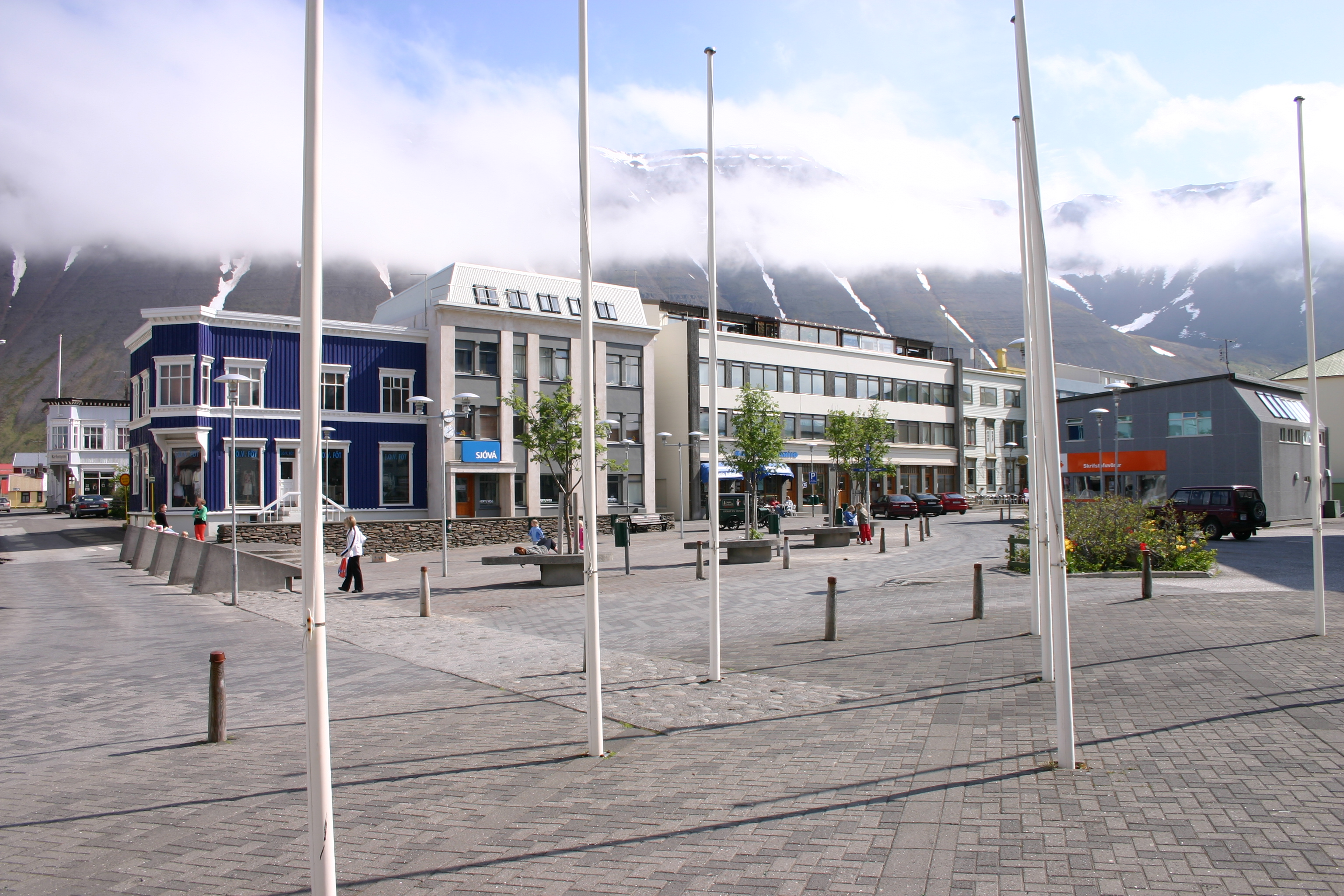
Ísafjörður
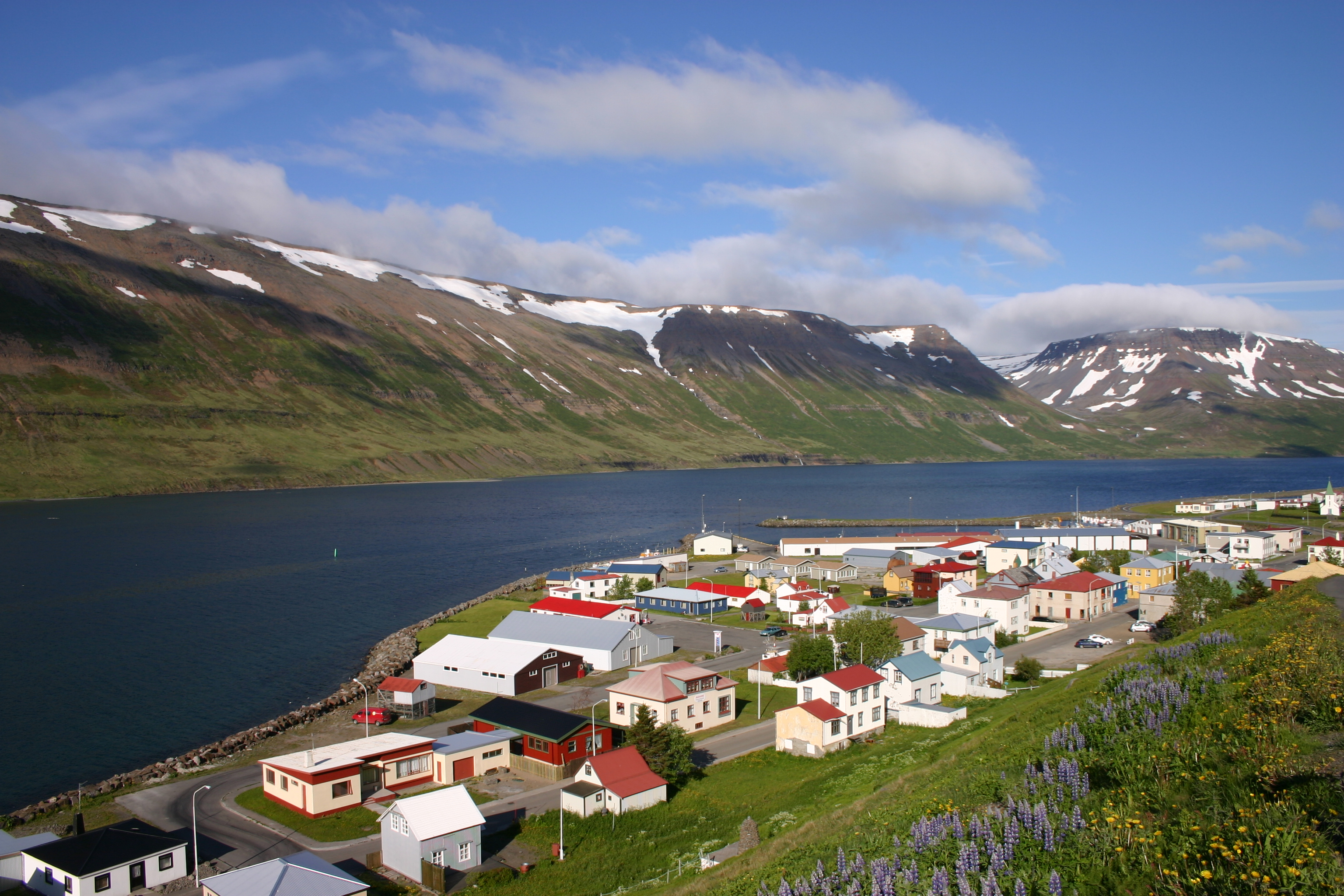
Sudureyri

## Fordítás
Ez a szócikk részben vagy egészben  a   Westfjords című angol Wikipédia-szócikk ezen változatának fordításán alapul.  Az eredeti cikk szerkesztőit annak laptörténete sorolja fel. Ez a jelzés csupán a megfogalmazás eredetét és a szerzői jogokat jelzi, nem szolgál a cikkben szereplő információk forrásmegjelöléseként.